# Urania (Anonimo ferrarese)
Urania è un dipinto tempera su tavola (123,6x71,9 cm) attribuito a un anonimo pittore ferrarese, detto Secondo pittore dello studiolo di Belfiore, databile al 1450-1460 circa e conservato nella Pinacoteca nazionale di Ferrara.

## Storia
L'opera proviene dallo studiolo di Belfiore, iniziato da Lionello d'Este nel 1447 e portato avanti da suo fratello Borso fino al 1463. Si tratta probabilmente della prima tavola realizzata dall'allora pittore di corte Angelo Maccagnino da Siena, una figura ancora poco conosciuta. Lo studiolo si trovava nel palazzo di Belfiore, situato poco lontano dall'attuale Palazzo dei Diamanti, in una zona che allora, prima dell'Addizione Erculea, era fuori dalle mura circondata da campagne e giardini. Il programma iconografico, ideato dall'umanista Guarino Veronese, si basò su alcune commistioni tra le muse e altre simbologie, tratte da un commento medievale a Le Opere e i giorni di Esiodo, in cui esse assumevano un significato propiziatorio legato alla coltivazione dei campi e alla politica degli Este, tesa a incentivare l'agricoltura e la bonifica delle paludi.
Dopo la distruzione del palazzo di Belfiore da un incendio nel 1632 le opere superstiti dello studiolo furono disperse. Oggi se ne conoscono otto. La muse Urania ed Erato, nello stesso museo ferrarese, finirono, dopo vari passaggi, nella collezione del principe Strozzi-Sacrati, che da Ferrara le portò a Firenze. Nel 1992 passarono allo Stato in pagamento di tasse di successione, tornando poi alla città per la quale erano state dipinte.

## Descrizione e stile
La musa è ritratta su un ampio seggio marmoreo, improntato secondo una prospettiva con punto di fuga ribassato. Urania, protettrice dell'astronomia, tiene in mano un astrolabio in scorcio e con un vivace scatto si gira di lato per osservare il cielo. L'artista sconosciuto successe al pittore di corte Angelo Maccagnino e si distingue per uno stile più aggiornato, con una spazialità più chiara e realistica, un uso di colori tersi e limpidi, ben visibile nel trono, e un'attenzione al dettaglio intellettuale, come il libro accuratamente disposto sul bracciolo, che deriva dall'esempio di Piero della Francesca, presente a Ferrara nel 1458-1459. Originale è anche il panneggio, con un originale effetto bagnato.
Sulle estremità superiori del trono, sia a destra sia a sinistra, sono rappresentati due unicorni, simboli araldici tra i più usati da Borso come simbolo di purezza. Esso è rappresentato sotto la palma di datteri, allusione all'Asia Minore, luogo di origine della leggenda della cattura dell'unicorno possibile solo per una vergine.